# Céran
Céran är en kommun i departementet Gers i regionen Occitanien i sydvästra Frankrike. Kommunen ligger i kantonen Fleurance som tillhör arrondissementet Condom. År 2022 hade Céran 229 invånare.

## Befolkningsutveckling
Antalet invånare i kommunen Céran
Referens:INSEE